# Flute Springs
Flute Springs – jednostka osadnicza w Stanach Zjednoczonych, w stanie Oklahoma, w hrabstwie Sequoyah.